# Pachomius
Nycerella es un género de arañas araneomorfas de la familia Salticidae. Se encuentra en  América Latina. 

## Lista de especies
Según The World Spider Catalog 12.5::
- Pachomius dybowskii (Taczanowski, 1871)
- Pachomius hadzji (Caporiacco, 1955)
- Pachomius maculosus (Chickering, 1946)
- Pachomius peckhamorum Galiano, 1994
- Pachomius sextus Galiano, 1994
- Pachomius villeta Galiano, 1994